# 장동출
장동출(張東出, 1925년 7월 20일 ~ 1950년 9월 10일)은 6·25 전쟁 당시 전투기 조종사로 맹활약한 대한민국의 공군 대위이다. 일본에 있는 미 공군 기지에서 F-51D 전투기를 인수하여 돌아온 10명의 대한민국의 첫 공군 전투기 조종사중 한 명이다. 6·25 전쟁 간 임무 수행 중 원인 모를 기체 결함으로 추락해 전사했다. 2017년 9월 '이달의 호국인물'로 선정되었다.

## 생애
1925년 7월 20일 경북 예천군 예천읍 노상동에서 태어났다.  

### 입대
대구상업고등학교 2년을 중퇴하고 1948년 7월 22일 육군항공기지대에 조종하사관으로 입대해 1949년 간부 후보생 4기로 임관했으며, 이후 육군항공기지사령부 비행부대 소속으로 본격적인 조종사의 길을 걸었다.  

### 6·25전쟁 이전
1949년 태백산지구 공비토벌작전과 옹진지구 전투, 1950년 2~3월 경 태백산지구, 5월 웅진지구 전투에서는 L-4 연락기 조종사로 참가해 정찰, 전단 살포, 지휘관 및 부상병 수송 등 많은 전공을 세웠다. 1950년 5월에는 국민 성금으로 구매한 T-6 건국기 헌납 및 명명식에서 서울 상공을 편대비행 했다. 

### 6·25전쟁 발발

#### 대한민국의 첫 공군 전투기 조종사

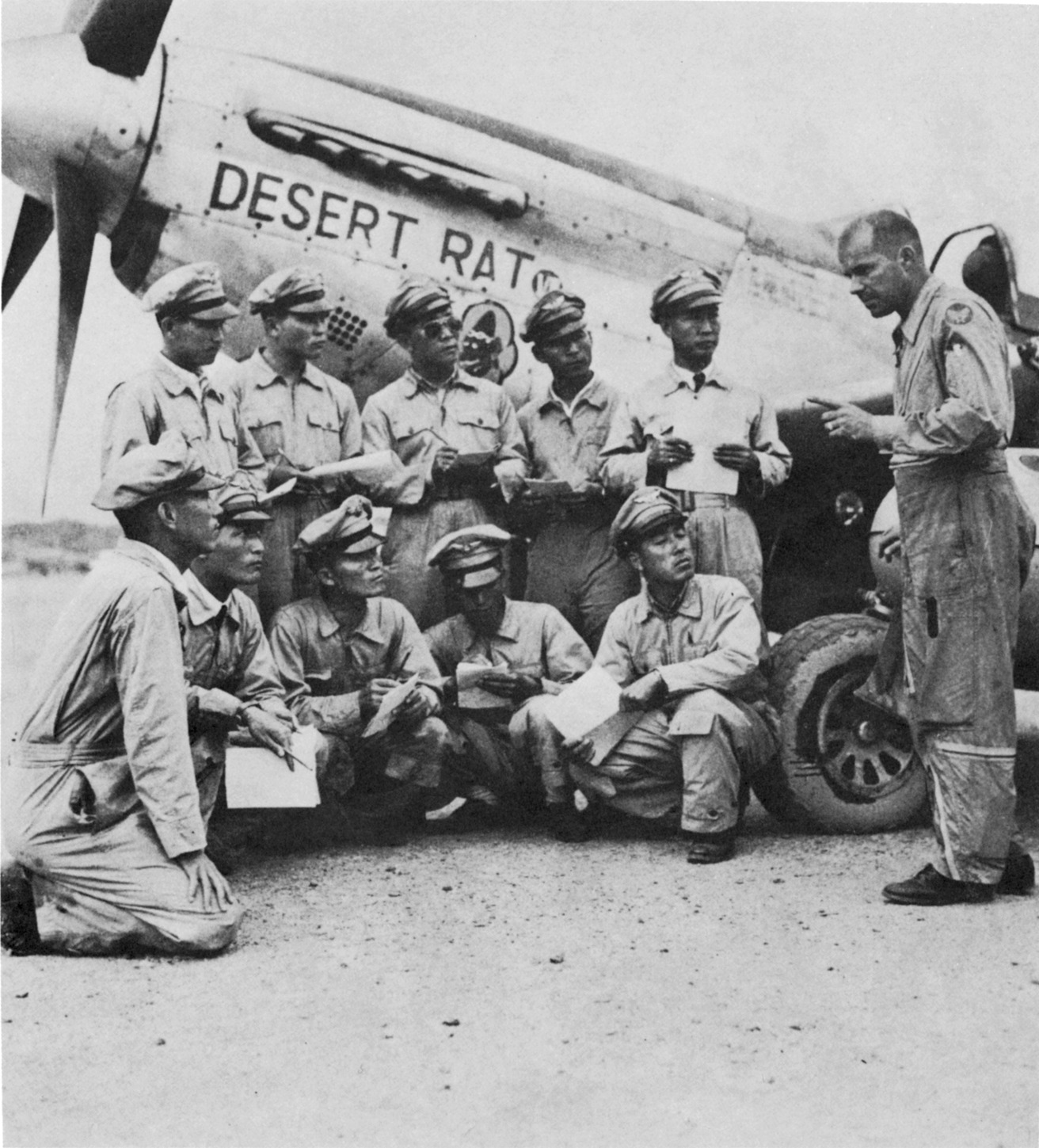
일본 이다즈께 기지에서 비행교육을 받고 있는 F-51 인수조종사 10명앞줄 왼쪽부터 김영환 중령, 김성룡 중위, 강호륜 대위, 박희동 대위, 장성환 중령, 뒷줄 왼쪽부터 정영진 중위, 이상수 중위, 김신 중령, 장동출 중위, 이근석 대령.

6·25전쟁이 발발하자 당시 대한민국 공군이 보유한 항공기로는 적 전차를 파괴하기가 어려웠다. 대한민국 공군엔 전투기가 없었기 때문이다. 1949년 10월 창설된 뒤, L-4, L-5, T-6 등 연락기와 정찰기 30여대만 보유하고 있었다. 이들 항공기로는 남하하는 북한군 T-34 전차를 막을 수 없었다. 적 전차를 저지하기 위해서는 전투기가 절대적으로 필요했고, 6월 26일 미 공군으로부터 10대의 F-51D '무스탕' 전투기를 인수받기 위해 이근석 대령을 비롯하여 이를 조종할 수 있는 10명을 전투기 인수 조종사로 선발했다. 장동출 중위(당시 계급)는 일본 이다즈케에 위치한 미 공군 기지에서 단기간의 비행 교육을 받은 후 7월 2일 동료 조종사와 함께 F-51D 전투기를 인수해 대구기지(K-2)로 복귀했다.

#### 6·25 전쟁에서의 활약
전쟁 초기 장 대위는 곳곳에서 남하하는 적 지상군 부대를 공습해 혁혁한 전과를 올렸다. 적 진지 파괴와 정찰 등의 임무를 성공적으로 수행하였다. F-51D 전투기의 첫 출격 임무는 1950년 7월 3일 대구에서 시작되었다. 장 중위는 묵호, 영등포, 충주 등지로 남하하는 적 지상군 부대를 공격해 많은 전과를 세웠고, 7월 29일 진해기지로 이동해 낙동강 방어 작전에도 참가했다. 이때 북한군 제6사단이 마산 방면으로 압박해오자 미 제25사단은 근접한 비행단에 항공 지원을 요청했다. 장중위를 비롯한 F-51D 조종사들은 8월 15일부터 17일까지 하동, 광양, 함양, 순천, 통영, 장성 등 주로 적 제6사단과 제7사단의 후방을 공격해 차량과 야포 진지 등을 파괴하고 지상군을 공격했다.
특히 8월 20일과 21일에는 진주 지역에 대한 정찰 임무를 수행했으며, 8월 22일부터는 군산, 목포 방면에서 적 해안 방어 진지를 공격했고, 김천과 안동 지역으로 출격해 적 보급 차량과 보급품 집적소를 파괴했다, 9월에도 근접 항공 지원과 후방 차단 작전에 임해 총 15회 적진 출격 임무를 성공적으로 완수했다. 
그러나 1950년 9월 10일 장 중위는 이상수 중위, 미군 조종사 윌슨 대위와 함께 청주 지역의 북한 지상군을 공격하기 위해 출격하던 중 원인 모를 기체 결함으로 추락해 전사했다.

## 사후

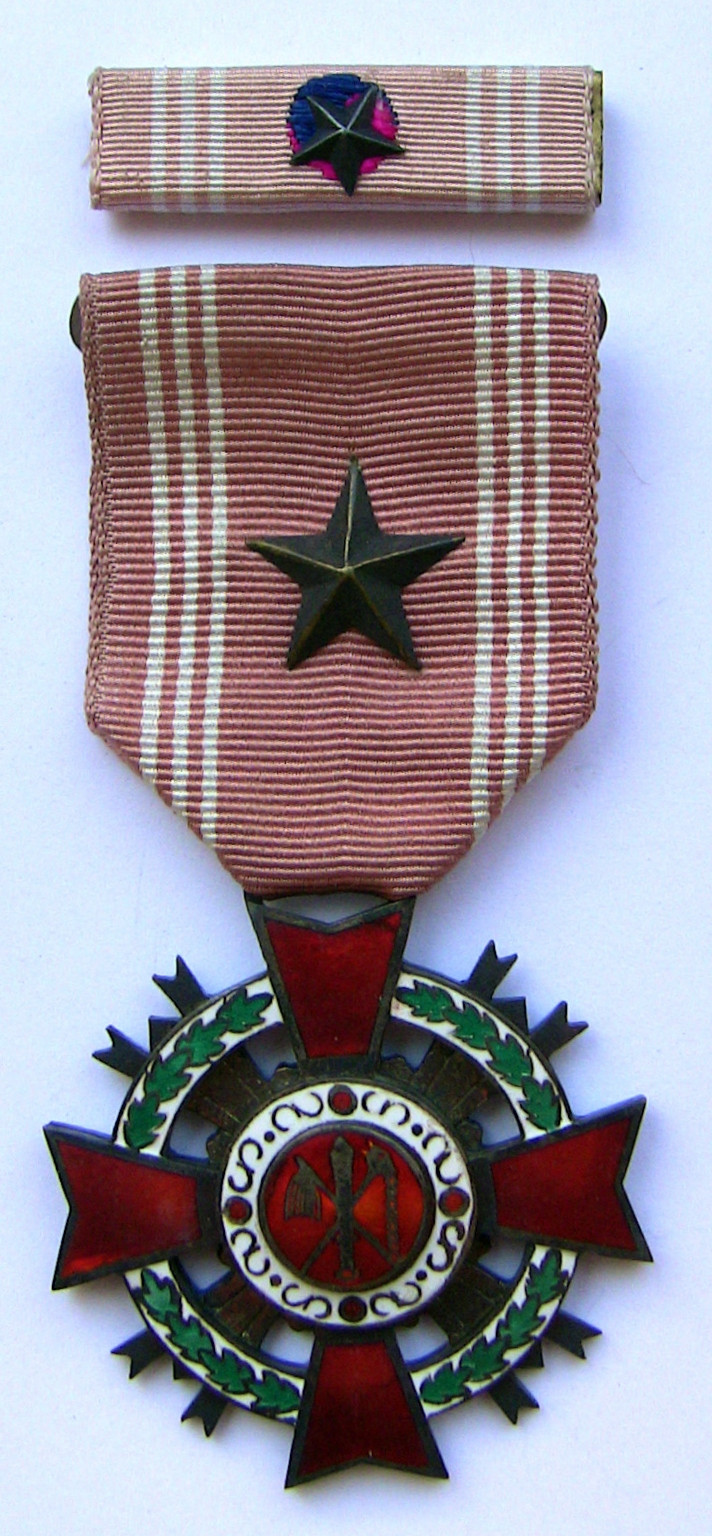
을지무공훈장

대한민국 정부는 그의 공훈을 기려 1계급 특진과 함께 을지무공훈장(1951년 9월 27일)을 추서했으며, 유해는 국립 서울현충원 17번 묘역에 안장했다.
2017년 9월 전쟁기념관은 '이달의 호국인물'로 선정하였다.

## 같이 보기
- 이달의 호국인물
- 6·25 전쟁
- 을지무공훈장

## 참고 문헌
- 전쟁기념관/「전쟁기념관. 140」/전쟁기념관/2017.09.05./17페이지